# Isola McNamara
L'isola McNamara è un'isola completamente coperta dai ghiacci situata al largo della costa di Eights, nella Terra di Ellsworth, in Antartide. L'isola, che è lunga circa 12 km e raggiunge una larghezza massima di circa 8,5 km e che è quasi completamente avvolta dai ghiacci della piattaforma glaciale Abbot, si trova circa 37 km a est dell'isola Dustin.

## Storia
L'isola McNamara fu scoperta dal retroammiraglio Richard Evelyn Byrd e da altri membri del Programma Antartico degli Stati Uniti d'America il 27 febbraio 1940, durante un volo di ricognizione partito dalla USS Bear nel corso della terza missione antartica comandata da Byrd. In seguito l'isola è stata così battezzata dallo stesso Byrd in onore di John McNamara, un marinaio che seguì Byrd nella seconda spedizione antartica da lui comandata, svolta nel periodo 1932-35.